# University Park (Texas)
University Park es una ciudad ubicada en el condado de Dallas en el estado estadounidense de Texas. En el Censo de 2010 tenía una población de 23068 habitantes y una densidad poblacional de 2.411,75 personas por km².

## Geografía
University Park se encuentra ubicada en las coordenadas 32°50′55″N 96°47′43″O / 32.84861, -96.79528. Según la Oficina del Censo de los Estados Unidos, University Park tiene una superficie total de 9.56 km², de la cual 9.55 km² corresponden a tierra firme y (0.19%) 0.02 km² es agua.

## Demografía
Según el censo de 2010, había 23068 personas residiendo en University Park. La densidad de población era de 2.411,75 hab./km². De los 23068 habitantes, University Park estaba compuesto por el 94.16% blancos, el 0.93% eran afroamericanos, el 0.23% eran amerindios, el 2.66% eran asiáticos, el 0.01% eran isleños del Pacífico, el 0.55% eran de otras razas y el 1.45% pertenecían a dos o más razas. Del total de la población el 4.03% eran hispanos o latinos de cualquier raza.